# Ectropothecium isophyllum
Ectropothecium isophyllum là một loài Rêu trong họ Hypnaceae. Loài này được Dixon mô tả khoa học đầu tiên năm 1942.